# 국제 해적처럼 말하기 날

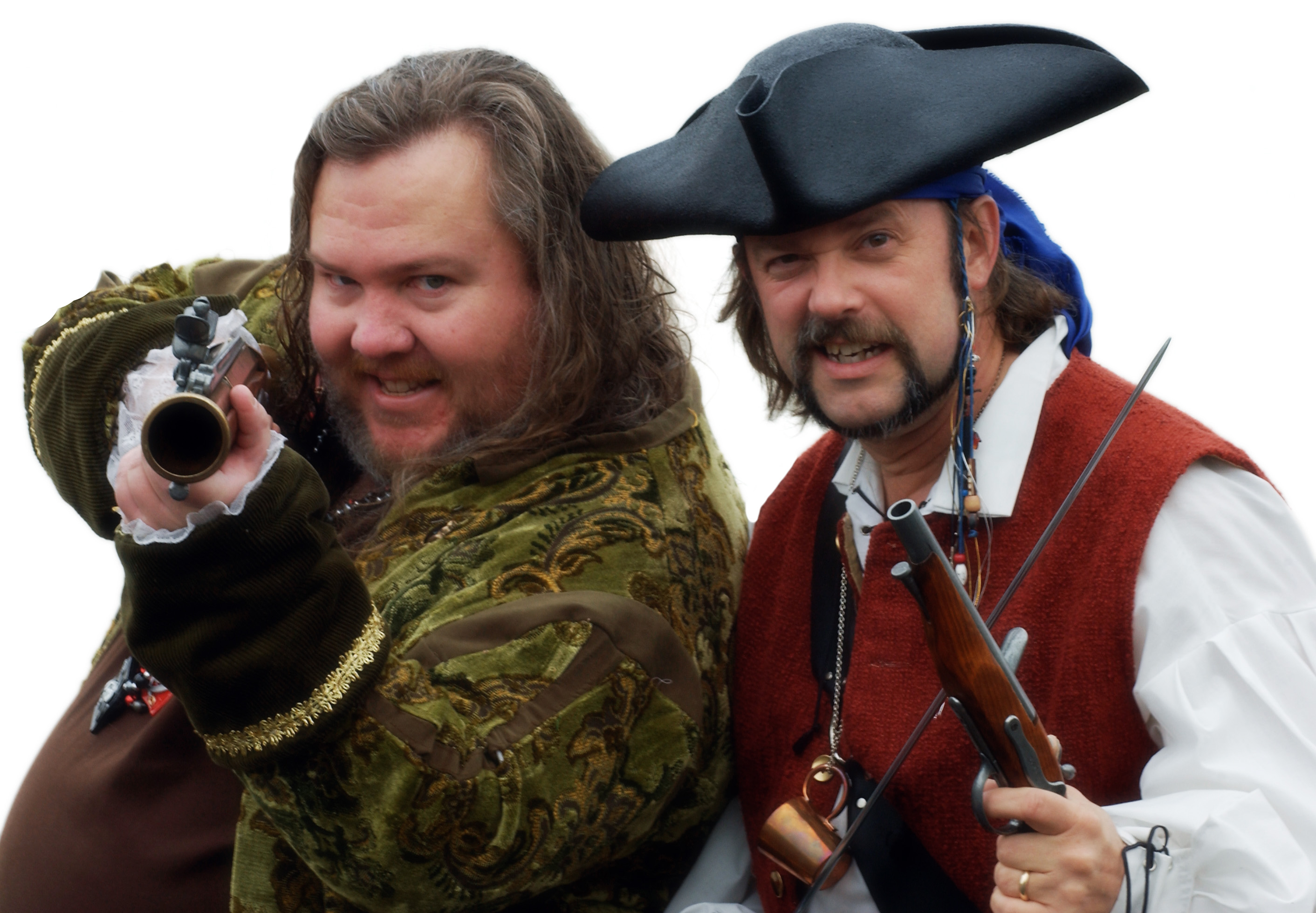
'해적처럼 말하기 날'의 창시자인 '선장 슬래피'와 '올 촘부킷'

국제 해적처럼 말하기 날(영어: International Talk Like a Pirate Day, ITLAPD)은 1995년에 존 바우어와 마크 서머스가 오리건주 올버니에서 시작한 패러디 기념일로, 매년 9월 19일이다. 해적 같이 대화를 하는 날로, 이 기념일 참가자는 친구를 만났을 때 "Hello"가 아닌 "Ahoy, matey!"라고 인사를 한다. 해적의 황금시대의 낭만적인 관점을 모티브로 하고 있으며 날아다니는 스파게티 괴물교 신자를 위한 기념일로도 되어 있다. 해마다 9월 셋째 토요일에 정해져 있는 소프트웨어 자유의 날 (Software Freedom Day)과 겹치는 경우도 있다.

## 역사
서머스와 바우어는 라켓볼 경기를 하던 중 선수 중 한 명이 고통 속에서 "Aaarrr!"라고 외친 것에서 영감을 얻었다. 경기는 1995년 6월 6일에 열렸지만, 기억하기 쉽도록 서머스의 전 부인의 생일을 선택했다.
처음에는 두 친구 사이의 농담으로 시작했으나, 바우어와 서머스가 2002년 미국 신디케이트 유머 칼럼니스트 데이브 배리에게 자신들이 발명한 기념일에 관한 편지를 보내면서 기념일이 알려지게 되었다. 아이디어를 마음에 들어했던 배리는 이를 널리 퍼뜨렸으며, 나중에 "Drunken Sailor" Sing Also A-Go-Go 비디오에 카메오로 출연했다. 미시간 필크 뮤지션 톰 스미스는 2003년에 오리지널 "Talk Like a Pirate Day"라는 곡을 작곡했다.
해적처럼 말하기 날은 많은 게임과 웹사이트에서 숨겨진 이스터 에그 기능으로 기념되며, 페이스북은 2008년 해적처럼 말하기 날에 해적처럼 번역한 버전을 소개했고 출판사 오라일리가 R 프로그래밍 언어로 책을 할인했다. 2014년 9월, 레딧은 웹 사이트에 해적 테마를 추가했다.

## 같이 보기
- 망고 언어